# Балійська мова
Балійська мова (балі. Basä Bali, індонез. bahasa Bali) — мова балійців, мешканців індонезійського острова Балі та прилеглих островів. Відноситься до  австронезійської сім'ї. Мова має два діалекти, які використовуються носіями паралельно: «високий», балі. basa alus, застосовується переважно в релігії, «низький», балі. basa kasar, - в повсякденній мові. Їх поєднання утворюють кілька проміжних рівнів балійської мови; вибір одного з рівнів для розмови залежить від ситуації, соціальних статусів співрозмовників тощо і вельми складний для сторонніх. Більшість мовців балійської також володіють індонезійською мовою, в меншій мірі яванською мовою.

## Класифікація
Балійська мова належить до балі-сасакської гілки західнозондської зони австронезійської сім'ї та близька до сасацької (див. Сасаки) і сумбавської мов, трохи далі від неї знаходяться мадурська та малайська мови і (в тому числі індонезійська мова). Балійську часто ідентифікують як близьку яванській, однак лексична схожість обумовлена колонізаторською активністю Яви в минулі століття. Особливо помітний вплив на мову зробило завоювання Балі, яке здійснив Гаджі Мада в 1343 році.

## Сучасне становище

### Ареал та чисельність
Загальна кількість мовців, за даними перепису 2000 року, становить 3,33 млн. Носії компактно проживають на території провінції Балі, яка включає в себе острова Балі, Нуса-Пеніда, Нуса-Лембонган і Нуса-Ченінган (загальне населення 3,150 млн), а також в деяких областях на заході острова Ломбок і на східному краю Яви. На Сулавесі є кілька балійських поселень, кількість носіїв в них оцінюється в 7000.

### Соціолінгвістичні відомості
Статус балійської мови не визначений конституцією Індонезії, однак вона проголошує повагу та захист мов регіонів країни як національного культурного надбання.
Наразі балійська мова не є літературною і використовується переважно в розмовній мові та в релігії. Друковані матеріали обмежуються шкільними підручниками, релігійними матеріалами та публікацією невеликих оповідань в газетах і журналах. Основною мовою, на якій ведеться навчання в школах, є індонезійська . Балійська мова з писемністю на основі латинської абетки дається в початковій школі. Також учням викладається традиційне балійське письмо .

### Діалекти
У сучасній балійській мові виділяють два діалекти, які істотно відрізняються лексично - «високий» баса алус (балі. basa alus - витончена, вишукана мова) і «низький» баса касар (балі. basa kasar - груба мова).
Баса алус являє собою суміш санскриту, давньояванської та давньобалійської мов, а також сучасних нідерландської та індонезійської. Він використовується в індуїстських текстах, в служіннях, в спілкуванні на релігійну тематику, в сценах лялькового театру ваянг, а також при шанобливому звертанні - молодших до старших, учнів до вчителів, представників нижчої касти судр (балі. sudra - шудра) до представників вищих каст, тривангса . Більше 90% балійців належать до судрів і не володіють вищим діалектом в повній мірі, до кшатрій вони звертаються на баса мідіяна, який, на відміну від баса алус, порівняно близький до баса касар.
Для спілкування в сімейному колі, під час сільськогосподарських робіт використовується діалект баса касар, який в значній мірі зберіг лексику давньобалійської мови. Також він застосовується при спілкуванні з дітьми і при зверненні представників вищих каст до судрів.

## Писемність
Наразі основним письмовою мовою балійців є індонезійська, якою в більшій чи меншій мірі володіє практично все населення Балі. У шкільних підручниках, публікаціях в пресі, на вивісках та покажчиках на балійській мові застосовується абетка на основі латиниці. У балійської мови існує також власне складове письмо, що використовується в релігійних текстах, а також на вивісках і покажчиках.

### Латиниця
Балійська абетка на основі латиниці, балі. Tulisan Bali, складається з 21 літери:
Aa  Bb  Cc  Dd  Ee  Gg  Hh  Ii  Jj  Kk  Ll  Mm  Nn  Oo  Pp  Rr  Ss  Tt  Uu  Ww  Yy

## Історія мови
Балійська мова виділилася приблизно до VI століття н. е. і протягом декількох століть залишалася розмовною. Перше відоме письмове джерело з'явився в 882 році. У IX - XII ст. мова змінювався внаслідок поширення на Балі індуїзму та буддизму, запозичуючи лексику з санскриту. У наступні століття основний вплив на балійську надавали спочатку каві - давньояванська мова, а потім яванська мова.
Вже після розділення на рівні балійська випробувала вплив нідерландської мови в першій половині XX ст., після окупації острова в 1908 році Нідерландами. Надалі вплив чинили японська мова (в період окупації 1942 - 1945 рр.), після проголошення незалежності Індонезії - індонезійська, а з розвитком туризму - англійська . Хоча в містах самого Балі діти вже не говорять балійською мовою, їх рідна мова - індонезійська або навіть англійська, але балійська мова широко використовується переселенцями з Балі на Яву, Калімантан, Сулавесі після виверження вулкана 1962 року, і там вона - жива і їй ніщо не загрожує. Збереглася вона і в районах традиційного проживання балійців на сході Яви, на заході острова Ломбок, в сільській місцевості тощо. Та й на самому Балі нею розмовляють близько 1 млн осіб, хоча вже, в основному, тільки середнього та похилого віку. 

## Лінгвістична характеристика

### Фонетика та фонологія

#### Голосні
У балійській мові шість голосних:
|                     | передній ряд | середній ряд | задній ряд |
| ------------------- | ------------ | ------------ | ---------- |
| високого підняття   | i            |              | u          |
| середнього підняття | e            | ə            | o          |
| низького підняття   |              | a            |            |

#### Приголосні
Кількість приголосних в балійській мові становить 18 або 19. Думки про гортанну змичку /ʔ/ варіюється від невизнання її фонеміческі значущою (із застереженням про можливість розгляду її в якості альтернативи фінального /k/ в окремих говорах)  до твердження про її появу в словах, що закінчуються на -d, -t та -k.
|                       |              | губно-губні | ясенні | палаталізовані | задньоязикові | гортанні |
| --------------------- | ------------ | ----------- | ------ | -------------- | ------------- | -------- |
| проривні або африкати | глухі        | p           | t      | tʃ             | k             | ʔ        |
| проривні або африкати | дзвінкі      | b           | d      | dʒ             | ɡ             |          |
| фрикативні            | фрикативні   |             | s      |                |               | h        |
| носові                | носові       | m           | n      | ɲ              | ŋ             |          |
| латерали              | латерали     |             | l      |                |               |          |
| дрижачі               | дрижачі      |             | r      |                |               |          |
| апроксиманти          | апроксиманти | w           |        | j              |               |          |

#### Відповідність орфографії
| літера | МФА  |     | літера | МФА |    | літера | МФА  |     | літера | МФА |      | літера | МФА |  | літера | МФА |  | літера | МФА |
| A a    | a, ə | D d | d, ʔ   | H h | h  | K k    | k, ʔ | N n | n      | R r | r    | U u    | u   |  |        |     |  |        |     |
| B b    | b    | E e | e, ə   | I i | i  | L l    | l    | O o | o      | S s | s    | W w    | w   |  |        |     |  |        |     |
| C c    | tʃ   | G g | ɡ      | J j | dʒ | M m    | m    | P p | p      | T t | t, ʔ | Y y    | j   |  |        |     |  |        |     |

За допомогою сполучень передаються такі звуки:
- ny — ɲ,
- ng — ŋ.